# Descoberto
Descoberto é um município brasileiro do estado de Minas Gerais. Sua população recenseada em 2022 era de 4 928 habitantes.

## Geografia
O município localiza-se na Mesorregião da Zona da Mata mineira e na Microrregião de Juiz de Fora. A sede dista por rodovia 338 km da capital Belo Horizonte.

### Relevo, clima, hidrografia
A altitude da sede é de 340 m, possuindo como ponto culminante a altitude de 1434 m. O clima é do tipo tropical com chuvas durante o verão e temperatura média anual em torno de 30 °C, com variações entre 15 °C (média das mínimas) e 35 °C (média das máximas). (ALMG)
O município de Descoberto integra a bacia do rio Paraíba do Sul, sendo banhado pelo Rio Pomba e seu afluente rio Novo. A sede do município é banhada pelo Ribeirão da Grama, afluente do rio Novo.

### Rodovias
- MG-353

### Demografia
Dados do Censo - 2009
População Total: 5.126
- Urbana: 3.751
- Rural: 1.375
- Homens: 2.542
- Mulheres: 2.584

(Fonte: AMM)
Densidade demográfica (hab./km²): 21,2
Mortalidade infantil até 1 ano (por mil): 19,5
Expectativa de vida (anos): 73,3
Taxa de fecundidade (filhos por mulher): 2,4
Taxa de Alfabetização: 83,2%
Índice de Desenvolvimento Humano (IDH-M): 0,748
- IDH-M Renda: 0,638
- IDH-M Longevidade: 0,805
- IDH-M Educação: 0,800

(Fonte: PNUD/2000)

## Economia
A economia do município apóia-se em atividades como a pecuária, com a criação de bovinos, galináceos e suínos, e na confecção de artigos de vestuário (ALMG).